# Stemma di Porto Rico

Versione con le bandiere d'Aragona e Sicilia

Lo stemma di Porto Rico fece la sua prima comparsa nel 1511, ad opera della corona spagnola, e oggi risulta essere il più antico stemma d'arme ancora utilizzato tra gli Stati del Nuovo Mondo. 
Nel 1976 è diventato lo stemma ufficiale del governo del Commonwealth di Porto Rico.

## Descrizione
Il decreto reale del 1511 lo descrive nel seguente modo
Presenta i simboli della sua storia, cultura e religione. Fu rilasciato nel 1511 da Ferdinando di Aragona, re di Aragona e reggente della Castiglia in nome di sua figlia la regina Giovanna, incapacitada. Il 9 marzo 1905 si approvò la legge che regola lo stemma di Porto Rico. Tra varie indagini ed emendamenti alla legge per ottenere l'interpretazione dello stemma, nel 1976 si approvò la versione attuale.
Lo stemma si divide in tre parti: capo o parte superiore, centro e punta o parte inferiore. Il colore verde indica il fatto che si tratta di un'isola, però può anche rappresentare la virtù, la speranza e la cortesia. Al centro è presente un agnello sopra il libro dei sette sigilli dell'Apocalisse. L'agnello rappresentato simboleggia umiltà, purezza, integrità e pace e sostiene una bandiera bianca con una croce rossa. La bandiera indica tregua o il proposito di cessare la lotta. L'agnello porta una bandiera con i simboli di San Giovanni Battista, nome che inizialmente indicava l'isola di Porto Rico.
Il bordo dello stemma è composto da 16 pezze che si alternano e rappresentano 4 entità: 
- la prima entità, in campo di rosso, un castello d'oro che rappresenta la Castiglia.
- Nella seconda entità, in campo d'argento, un leone, la cui rappresentazione più corretta è di porpora, anche se talvolta viene mostrato di rosso, ed è il simbolo del Regno di León (che unito alla Castiglia formò la Corona di Castiglia).
- La posizione seguente mostra una bandiera, di cui il testo originale del Real Decreto del 1511 non dice la forma. Alcune rappresentazioni mostrano una bandiera con quarti di Leon e Castiglia (in rappresentanza del territorio dei Re Cattolici) e altre invece hanno le “barre d'Aragona” e le armi di Sicilia, per la Corona d'Aragona, al fine di potere complementare il riferimento anteriore alla Corona di Castiglia.
- Per ultimo si hanno quattro simboli con la Croce di Gerusalemme (un simbolo crociato), in oro su campo d'argento, simbolo del Regno di Gerusalemme, le cui pretese di Ferdinando il Cattolico risalivano alla sua eredità napoletana.

Sopra il capo è presente l'antica corona dei re di Castiglia, che simboleggia la regalità di coloro che accordarono lo stemma, nella parte destra appare la iniziale "F" di Ferdinando il Cattolico e alla sinistra "Y" di Isabella la Cattolica (spagnolo: Ysabel), morta nel 1504), che furono rispettivamente re di Aragona e Castiglia. Sotto le iniziali è presente il giogo e le frecce, entrambi simboli personali dei Re Cattolici. Sulla punta si trova scritto in latino il motto "Joannes Est Nomen Ejus" che in italiano significa "Giovanni è il suo nome", altra conferma che il nome originale dato all'isola fu quello di San Juan (San Giovanni) che oggi viene solamente riferito alla capitale di Porto Rico.

## Sigillo

Sigillo di Porto Rico

Tutti gli Stati federali USA impiegano un sigillo come proprio emblema ufficiale. Anche Porto Rico ha effettivamente un proprio sigillo, però è stato sostituito dallo stemma tradizionale come emblema dello Stato Libero Associato di Porto Rico.